# Serxhio Abdurahmani
Serxhio Abdurahmani (født 17. juli 1992 i Cërrik, Albanien) er en albansk fodboldspiller, som spiller for græske Panelefsiniakos.
Abdurahmani spiller primært i angrebet og har bl.a. spillet for den græske storklub, AEK Athen.